# Virginia Ruzici
Virginia Ruzici (Câmpia Turzii, 31 de janeiro de 1955) é uma ex-tenista romena. Ruzici foi campeã do Torneio de Roland-Garros em 1978.

## Finais importantes

### Grand Slam

#### Simples: 2 (1 título, 1 vice)
| Posição     | Ano  | Campeonato    | Superfície | Adversária    | Placar   |
| ----------- | ---- | ------------- | ---------- | ------------- | -------- |
| Campeã      | 1978 | Roland Garros | Saibro     | Mima Jaušovec | 6–2, 6–2 |
| Vice-campeã | 1980 | Roland Garros | Saibro     | Chris Evert   | 6–0, 6–3 |

#### Duplas: 2 (1 título, 1 vice)
| Posição | Ano  | Campeonato    | Piso   | Parceira      | Oponentes                           | Placar           |
| ------- | ---- | ------------- | ------ | ------------- | ----------------------------------- | ---------------- |
| Campeã  | 1978 | Roland Garros | Saibro | Mima Jaušovec | Gail Chanfreau Lesley Turner Bowrey | 6–4, 6–3         |
| Vice    | 1978 | Wimbledon     | Grama  | Mima Jaušovec | Kerry Melville Reid Wendy Turnbull  | 4–6, 9–8(8), 6–3 |

#### Duplas Mistas: 2 (0 títulos, 2 vices)
| Posição | Ano  | Campeonato    | Piso   | Parceira          | Oponentes                    | Placar        |
| ------- | ---- | ------------- | ------ | ----------------- | ---------------------------- | ------------- |
| Vice    | 1978 | Roland Garros | Saibro | Patrice Dominguez | Renáta Tomanová Pavel Složil | 4–6, 7–6 ret. |
| Vice    | 1979 | Roland Garros | Saibro | Ion Ţiriac        | Wendy Turnbull Bob Hewitt    | 6–3, 2–6, 6–3 |